# Озеро Окутама
35°46′39″ пн. ш. 139°00′41″ сх. д. / 35.7774° пн. ш. 139.0114° сх. д.
Озеро Окутама (яп. 奥多摩湖, Окутама-ко) лежить у префектурах Токіо і Яманасі в Японії. Розташоване над дамбою Оґочі, воно також відоме як водосховище Оґочі. Озеро Окутама є важливим джерелом питної води для Токіо.
Озеро займає частину міста Окутама в районі Нісітама, Токіо та село Табаяма в районі Кітацуру, Яманасі.
Річка Таба (Тама) живить озеро Окутама на своєму західному кінці. З південного заходу в озеро також впадає річка Косуге. Річка Тама впадає в озеро на східному кінці. Околиці славляться весняним цвітом сакури.